# Rostislav Olesz
Rostislav Olesz (* 10. Oktober 1985 in Bílovec, Tschechoslowakei) ist ein tschechischer Eishockeyspieler, der zuletzt bis zum Ende der Saison 2023/24 beim HK Nový Jičín aus der 2. česká hokejová liga unter Vertrag gestanden und dort auf der Position des linken Flügelstürmers gespielt hat. Zuvor verbrachte Olesz, der bei den Olympischen Winterspielen 2006 mit der tschechischen Nationalmannschaft die Bronzemedaille gewann, viele Jahre bei seinem Heimatverein HC Vítkovice sowie bei den Florida Panthers, Chicago Blackhawks und New Jersey Devils in der National Hockey League (NHL), in der er 365 Spiele absolvierte.

## Karriere
Olesz begann seine Karriere im Nachwuchs des HC Sareza Ostrava. Später spielte er in den Juniorenmannschaften des HC Vítkovice, für den er ab 1999 in der U18-Extraliga spielte. In der folgenden Spielzeit spielte er zunächst wieder bei den U18-Junioren, wurde aber immer wieder auch bei den U20-Junioren eingesetzt. Außerdem debütierte er in derselben Saison in der tschechischen Extraliga und wurde mit seinen 15 Jahren der jüngste Extraliga-Spieler aller Zeiten. In den folgenden zwei Jahren entwickelte er sich zunächst zu einem Stammspieler der U20-Extraliga und später zu einem festen Bestandteil der Herrenmannschaft des HC Vítkovice.
Bei der U20-Junioren-Weltmeisterschaft 2004 erzielte der 18-jährige Olesz drei Tore und zwei Assists, was die Aufmerksamkeit der Scouts der National Hockey League (NHL) auf ihn lenkte. Folgerichtig wurde Rostislav Olesz während des NHL Entry Draft 2004 von den Florida Panthers in der ersten Runde an insgesamt siebter Stelle ausgewählt. Nach diesem positiven Erlebnis wechselte er für die Saison 2004/05 zum HC Sparta Prag. Nach einer sehr erfolgreichen Teilnahme an der U20-Junioren-Weltmeisterschaft 2005 mit sieben Tore und drei Assists wechselte er nach Nordamerika und schaffte es direkt in den NHL-Kader der Panthers. In seiner Rookiespielzeit erzielte er acht Tore und 13 Assists. Nach sechs Jahren bei den Florida Panthers wurde der Tscheche Ende Juni 2011 im Austausch für Brian Campbell an die Chicago Blackhawks abgegeben, verbrachte dort aber den Großteil der folgenden beiden Spielzeiten bei Chicagos Farmteam, den Rockford IceHogs, in der American Hockey League (AHL). Im Juni 2013 wurde sein Kontrakt von den Blackhawks frühzeitig ausbezahlt (buy out). Wenige Tage später unterzeichnete er einen Einjahresvertrag im Gesamtwert von einer Million US-Dollar bei den New Jersey Devils. Dort blieb Olesz allerdings nur wenige Monate, bis er im November 2013 zurück nach Europa wechselte, sich dem SC Bern anschloss und dort den Rest der Saison verbrachte.
Im September 2014 kehrte er schließlich in seine Heimat zurück und spielt fortan wieder für den HC Vítkovice, deren Mannschaftskapitän er zwischen 2016 und 2019 war, bis er im August 2019 zum Ligakonkurrenten HC Olomouc wechselte. Zwischenzeitlich war er in der Spielzeit 2015/16 auch kurzzeitig für den Schweizer Nationalligisten SCL Tigers aktiv. In der Saison 2023/24 spielte er für den Drittligisten HK Nový Jičín.

### International
Olesz hat in seiner bisherigen Laufbahn an fünf internationalen Titelkämpfen teilgenommen. Für die U18-Nationalmannschaft nahm er an der U18-Weltmeisterschaft 2003 teil. Ab 2004 spielte er zunächst für die U20-Auswahl unter anderem bei den U20-Weltmeisterschaften 2004 und 2005. Ein Höhepunkt seiner Karriere war die Berufung in den Olympiakader für die Winterspiele 2006 im italienischen Turin, wo er mit der Nationalmannschaft die Bronzemedaille gewann. Später gehörte er der Mannschaften an, die bei den Weltmeisterschaften 2007 den siebten Platz und 2009 den sechsten Platz belegten.

## Erfolge und Auszeichnungen
- 2002 Silbermedaille beim Nations Cup
- 2005 Bronzemedaille bei der U20-Junioren-Weltmeisterschaft
- 2005 Bester Torschütze der U20-Junioren-Weltmeisterschaft (gemeinsam mit Alexander Owetschkin und Jeff Carter)
- 2006 Bronzemedaille bei den Olympischen Winterspielen

## Karrierestatistik
Stand: Ende der Saison 2023/24

### International
Vertrat Tschechien bei:
| - Nations Cup 2002 - U18-Junioren-Weltmeisterschaft 2003 - U20-Junioren-Weltmeisterschaft 2004 - U20-Junioren-Weltmeisterschaft 2005 | - Olympischen Winterspielen 2006 - Weltmeisterschaft 2007 - Weltmeisterschaft 2009 |

(Legende zur Spielerstatistik: Sp oder GP = absolvierte Spiele; T oder G = erzielte Tore; V oder A = erzielte Assists; Pkt oder Pts = erzielte Scorerpunkte; SM oder PIM = erhaltene Strafminuten; +/− = Plus/Minus-Bilanz; PP = erzielte Überzahltore; SH = erzielte Unterzahltore; GW = erzielte Siegtore; 1 Play-downs/Relegation; Kursiv: Statistik nicht vollständig)

## Familie
Rostislav Olesz ist der Schwiegersohn des Eishockeyspielers Jiří Überall.